# Dikwididi
Dikwididi is een dorp in het district Kgatleng in Botswana. De plaats telt 225 inwoners (2011).